# Савёловский вокзал
Савёловский вокза́л — пассажирский терминал станции Москва-Бутырская, один из десяти железнодорожных вокзалов Москвы, регулярно обслуживающий только пригородные электропоезда. Входит в Московскую региональную дирекцию Дирекции железнодорожных вокзалов ОАО РЖД.

## Описание
Станция Москва-Бутырская Московской железной дороги входит в Московско-Смоленский центр организации работы железнодорожных станций ДЦС-3 Московской дирекции управления движением. По основному применению является грузовой, по объёму работы отнесена к 1 классу.
Является начальным пунктом Савёловского направления МЖД — железнодорожной линии от Савёловского вокзала до станции Савёлово (город Кимры) длиной 128 км.
Не является тупиковой: через станцию также проходит транзитом Алексеевская соединительная линия, к которой примыкает Савёловское направление. Также является станцией линии МЦД-1 «Белорусско-Савёловский» Московских центральных диаметров.
В литературе, различных публикациях, расписаниях, в том числе на официальном сайте РЖД, наряду с Москва-Бутырская встречается название станции Москва-Савёловская.
В границах станции находятся:
- Тупиковые пути непосредственно к северу от здания вокзала, от которых отходят пригородные электропоезда далее на север по Савёловскому направлению МЖД. Проход к платформам и обратно — через турникеты.
- Два пути 2 и 3А к востоку от тупиковых, по которым следуют транзитные электропоезда с Савёловского направления далее на юг на Смоленское (Белорусское) направление через Алексеевскую соединительную линию и обратно. Путь 2 (на Смоленское направление) находится у восточной островной платформы, проход к боковой платформе пути 3А (на Савёловское) через отдельный подземный переход. Также по этим путям следуют аэроэкспрессы из/в аэропорт Шереметьево (до ноября 2019 года без остановки, следуют от Москвы-Пасс.-Смоленской) и поезда дальнего следования на Савёловское направление (отправляются также от Москвы-Смоленской, перенесены туда с данной станции ранее). Проход к платформам через те же турникеты.
- Двухпутный участок Алексеевской соединительной линии, к которому примыкают пути 2 и 3А. На этой линии также вблизи находится отдельный остановочный пункт — островная платформа Савёловская, проход к которой осуществляется через подземный переход от вокзала или станции метро, без турникетов. Платформа обслуживает поезда МЦД-4 и транзитные электропоезда, курсирующие между Горьковским и Киевским направлениями. До 2019 года через эту платформу следовали транзитные поезда с Курского направления далее на юг на Смоленское (Белорусское) направление и обратно. В границах станции из путей у платформы находится только западный путь № I (в сторону Белорусского вокзала), по пути № II в станцию входит менее длинный участок южнее с примыканием путей 2 и 3А.

Станция узловая, движение возможно в двух направлениях:
- Пути для основной грузовой работы, в том числе к востоку от основных путей.
- На север по Савёловскому направлению: перегон к станции Бескудниково, ближайшая платформа на перегоне — Тимирязевская
- На юг по Алексеевской соединительной линии в сторону Смоленского (Белорусского) направления: перегон к станции Москва-Пассажирская-Смоленская, она же является ближайшим остановочным пунктом

До 21 ноября 2019 года (запуска МЦД-1) была возможна пересадка на платформу Савёловская на третье направление, на северо-восток по Алексеевской соединительной линии в сторону Курского направления: перегон к станции Москва-Рижская, ближайшая платформа на перегоне — Москва-Станколит (в настоящее время, на 2023 год, платформа закрыта и снесена). С 9 сентября 2023 года, одновременно с открытием МЦД-4, пересадка восстановлена, однако вместо Курского и Смоленского направлений платформа теперь обслуживает Горьковское и Киевское.
На Савёловском вокзале 11 путей. 9 из них используются для прибытия и отправления электропоездов. Площадь вокзала равна 6 тыс. м².

## История
Инициатором строительства Савёловской линии был Савва Иванович Мамонтов, председатель Правления Общества Московско-Ярославской железной дороги.
В 1897 году общество получило разрешение императора и приступило к изысканиям, а затем и к прокладке новой железной дороги от Москвы до села Савёлово длиной 130 км. В дальнейшем дорогу планировалось продлить до Калязина, Углича и Рыбинска.

Сам вокзал из-за различных проволочек строили долго (1897—1902 годах), поэтому первые годы поезда по Савёловской ветке отправлялись с Ярославского вокзала через соединение, известное как Бескудниковская ветка. Руководил работами и, предположительно, был автором проекта А. С. Сумароков. Место было выбрано за пределами Москвы, у Бутырской заставы, где цена на землю была невысока (однако в 1900 году Московская городская дума, понимая, какие перспективы возникли у данного района, изменила границы Москвы и Московского уезда, включив вокзал в состав города). Туда уже завезли строительные материалы, однако часть дороги предложила купить Виндаво-Рыбинская железная дорога, настаивавшая на расположении вокзала в другом месте.
Сделка так и не состоялась. Летом 1900 года, после того, как Савва Мамонтов был обвинён в растратах и Московско-Ярославско-Архангельская дорога перешла в казну, строительство вокзала было возобновлено. 10 (23) марта 1902 работы завершились, и состоялось торжественное открытие и освящение. В некоторых источниках существует утверждение, что изначально вокзал назывался Бутырским (от Бутырской заставы). Однако это, скорее всего, растиражированная фактическая ошибка, поскольку на картах 1903 года вокзал фигурирует как "Пассажирское здание Савёловской ж.д.", а на сохранившихся почтовых карточках 1903-1910 годов вокзал подписан как "Савёловский". Версия, что Савёловским вокзал стал с 1912 года не состоятельна.
Здание было одноэтажным, двухэтажным лишь в центре, где размещались служебные квартиры. В отдалении располагались казармы, грузовой двор и 30-метровая водосборная башня, необходимая при паровозной тяге. Эта башня, ровесница вокзала, — единственное его историческое сооружение, дошедшее в целостности до наших дней.
В 1936 образованы две станции: Москва-Пассажирская-Бутырская и Москва-Товарная-Бутырская. В 1957 году объединены в одну станцию Москва-Бутырская.
С вводом действия нового графика движения пригородных поездов 31 мая 1981 года организовано сквозное движение до станций Белорусского направления и обратно (19 электропоездов в сутки, в обе стороны).
Вокзал, который не реконструировался с момента его основания, обветшал, уже не справлялся с возросшим пассажиропотоком. В 1987 году под руководством Я. В. Шамрая были начаты его расширение и реконструкция. В результате вокзал стал двухэтажным, увеличил внутреннюю площадь в 2,5 раза, с сохранением некоторых стилевых особенностей. Перестройка закончилась 1 сентября 1992 года. Движение поездов во время работ не прекращалось.
Параллельно, в 1988 году около вокзала открылась станция «Савёловская» (Серпуховско-Тимирязевская линия). Таким образом, Савёловский стал последним вокзалом в Москве, до которого дотянулись линии московского метро. Это было очень актуально, так как в те времена активно осваивались дачные участки (Орудьево, Власово и др.) и приходилось запускать сдвоенные составы-экспрессы.
3 марта 2000 года установлены турникеты. В апреле 2011 года — построена новая платформа № 5 (путь № 3А) для пропуска поездов с Белорусского направления, новый подземный переход на эту платформу с перронной площади (до этого в обе стороны транзитные электропоезда следовали по пути № 2). С этого времени станция имеет 5 платформ и 11 приёмоотправочных путей.

В декабре 2012 года состоялся технологический ввод Савёловского вокзала после очередной модернизации, в которую инвестировано 522 млн рублей. Открыт новый зал ожидания для пассажиров, оборудован новый кассовый зал пригородной пассажирской компании «Регион-экспресс» (РЭКС), обслуживающей скоростные электропоезда Москва — Лобня, открыт новый ресторан сети питания на вокзалах KFC на 50 мест, медицинский пункт. Санитарно-гигиенический узел вокзала оборудован в соответствии с требованиями, предъявляемыми к обслуживанию маломобильных пассажиров, предусмотрен специальный лифт, условиям безбарьерной среды отвечает новая система пандусов. Полностью обновлены инженерные и вентиляционные системы вокзала, системы видеонаблюдения и безопасности, по всей территории перронов уложена брусчатка.
- Интерьер вокзала после реконструкции

В 2017 году появился комплексный инфраструктурный проект Московские центральные диаметры, предусматривающий сквозной скоростной маршрут Лобня — Одинцово через Савёловский вокзал.
30 декабря 2018 года рядом с вокзалом открылась вторая станция метро, на Большой кольцевой и Солнцевской линиях.
В 2019 году железнодорожная станция и пассажирский терминал интегрированы в транспортно-логистические схемы обслуживания пассажиров Московских центральных диаметров, линия МЦД-1. Кроме того, в сентябре завершилось благоустройство самой площади Савёловского Вокзала: перераспределены остановки общественного транспорта, появились новая парковка, зона кратковременной остановки («Kiss&Ride»), появились места для зарядки электромобилей и электробусов.
С 1 декабря 2020 года на вокзале введена сквозная нумерация путей: слева направо, от 1 до 9. Пути 5 и 6, не имеющие платформы, в новой системе лишились номеров. Путь 3А получил номер 9.
- Платформа, обслуживающая пути 5 и 6
- Двое путей без платформы, не имеющие номеров
- Путевое развитие станции Москва-Бутырская

## Пассажирское движение
Летом 1999 года был отменён пассажирский поезд № 198 до Санкт-Петербурга — Витебского, а оставшиеся поезда дальнего следования (№ 602 до Рыбинска и № 642 до Сонкова) были переведены отправлением на Белорусский вокзал. Ныне Савёловский вокзал обслуживает регулярно только пригородные электропоезда и экспрессы.
Пригородные электропоезда на Савёловское направление следуют:
- по главному ходу до станции Савёлово (город Кимры) или до более близких станций (основные — Дмитров, Икша, Лобня)
- до Дубны по ответвлению от главного хода (в частности, курсирует комфортабельный экспресс, состоящий из восьми общих вагонов первого и второго класса, с остановками в Лобне, Дмитрове, Вербилках и на Большой Волге)
- Производится движение РЭКС — региональных экспрессов по маршруту Савёловский вокзал — Долгопрудный — Лобня.

Ранее также работали «прямые» электропоезда на Большое кольцо МЖД (БМО) через Яхрому и Дмитров, самый длинный маршрут достигал в 1990-е—2000-е годы станции Наугольный. Последние маршруты были отменены с 15 ноября 2017 года: до Жёлтиково (1 пара по выходным) и Костино (1 пара).
Вокзал открыт с 4.30 до 0.30. В день принимает и отправляет более 80 пар поездов, по данным на 2014 год обслуживает 1 699 088 пассажиров в месяц, то есть более 50 тысяч человек в день.

### Аэроэкспресс
В 2005 году началась реконструкция и переоборудование вокзала и платформ. Часть территории вокзала была превращена в терминал компании «Аэроэкспресс», занимающейся доставкой пассажиров в аэропорт Шереметьево. С 2005 по 2008 год действовала смешанная схема: экспрессы ходили только по маршруту Москва-Бутырская — Лобня, а дальнейшая доставка пассажиров в аэропорт происходила специально организованным маршрутом автобуса.
В ходе реконструкции:
- была построена новая боковая пассажирская платформа,
- реконструированы три уже существующих платформы,
- установлена новая информационная система.

Работы были завершены летом 2008 года, к пуску прямых экспрессов в аэропорт Шереметьево. В 2008 году была повторно заменена информационная система. Движение было открыто полностью 10 июня. На момент открытия по ветке ходила 21 пара поездов с интервалом около получаса.
С 28 августа 2009 года было открыто регулярное движение электропоездов по маршруту Белорусский вокзал — аэропорт Шереметьево. Аэроэкспрессы в аэропорт Шереметьево следовали от Белорусского вокзала с остановкой на Савёловском вокзале. В обратном направлении, от аэропорта Шереметьево до Белорусского вокзала, остановка на Савёловском вокзале не производилась.
С 30 мая 2010 года остановка на Савёловском вокзале поездов, следующих с Белорусского вокзала в Шереметьево, отменена. Движение РЭКС-экспрессов по маршруту Москва — Лобня под новым брендом продолжается.
Открытие скоростного движения по Савёловскому направлению имело не только преимущества, но и выявило серьёзные проблемы в организации движения на магистрали, пропускная способность которой сравнительно невелика. Пуск экспрессов в Лобню и Дмитров, аэроэкспрессов в аэропорт Шереметьево по одним путям с пригородными электропоездами привёл к нарушению регулярности расписания и возрастанию интервалов в движении электричек до 50 минут, к отстою переполненных электричек в ожидании обгона экспрессами на станциях Бескудниково и Марк, к чрезмерному скоплению ожидающих отправления на платформах в часы пик, вызвал недовольство пассажиров и критику в прессе. Эта проблема была в основном устранена в октябре 2015 года, когда было введено в действие оптимизированное расписание.
В 2015 году «РЖД» предложило вернуть отправление аэроэкспрессов в Шереметьево с Белорусского вокзала на Савёловский в связи с габаритами новых двухэтажных составов, не вписывающихся в Тверской путепровод, памятник архитектуры московского модерна начала XX века. Однако оно было отклонено по итогам проведённого на портале «Активный гражданин» голосования.
С 2019 года аэроэкспрессы используются в составе МЦД-1 по маршруту Одинцово — Шереметьево и делают остановку на каждом пункте от Одинцово вплоть до Савёловского вокзала, а также на станции Окружная.

## Наземный общественный транспорт
На этой станции можно пересесть на следующие маршруты городского пассажирского транспорта:
- Автобусы: м32, м40, 72, 379, 382, 384, 384к, 427, 447, 466, с482, с543, т29, т78, н10

## В кинематографе
- «Немые свидетели» (1914)
- «Рано утром» (1965)
- «Ошибка резидента» (1968)
- «Судьба резидента» (1970)